# Östra holmen

Östra holmen är en ö i Västeråsfjärden i Mälaren.
Östra Holmen tillhör Västerås domkyrkoförsamling och är en populär badplats. Ön har förbindelse med Färjkajen i Västerås hamn med färjan M/S Elba.

## Bildgalleri

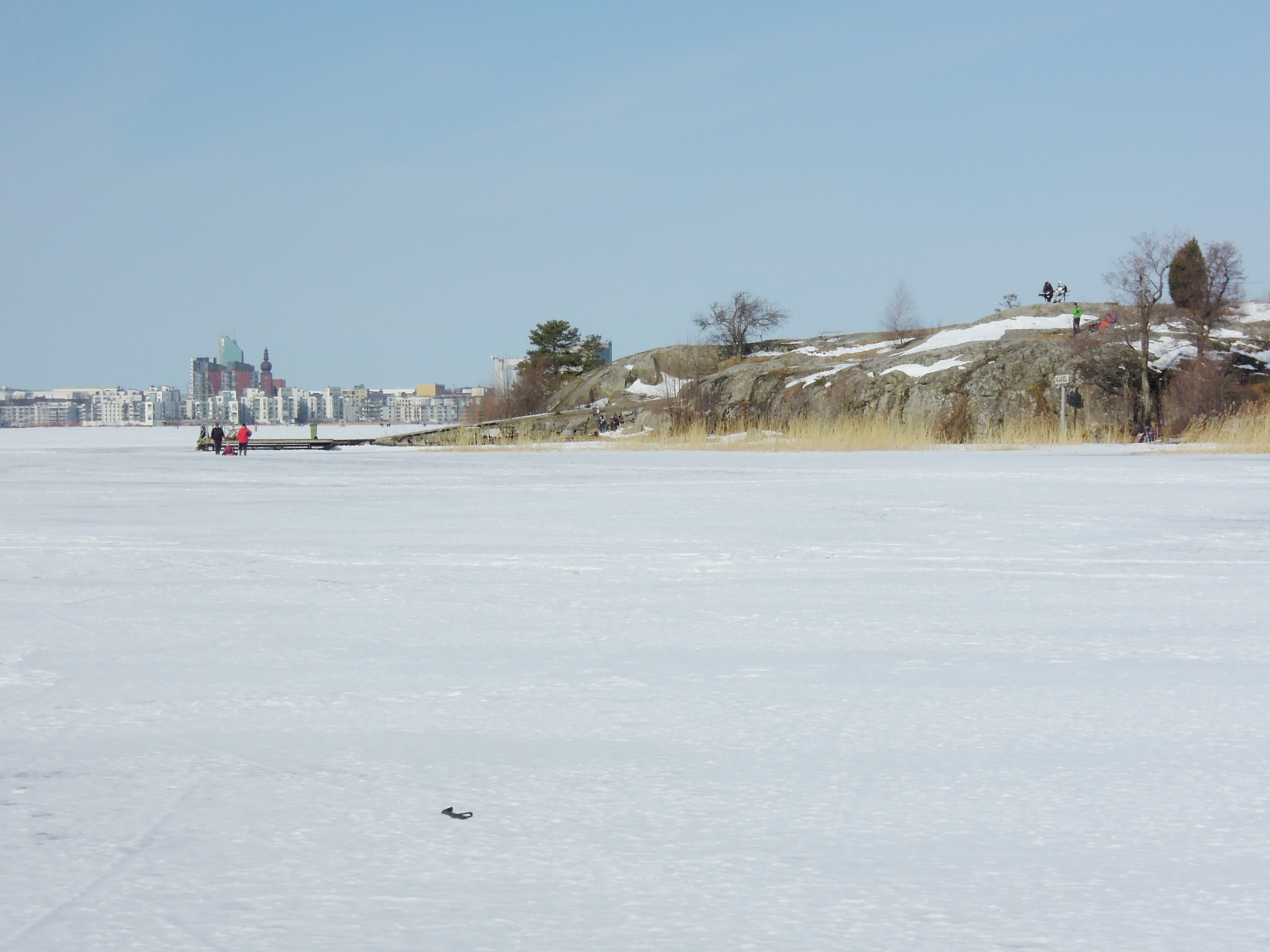
Östra Holmen med Västerås i bakgrunden
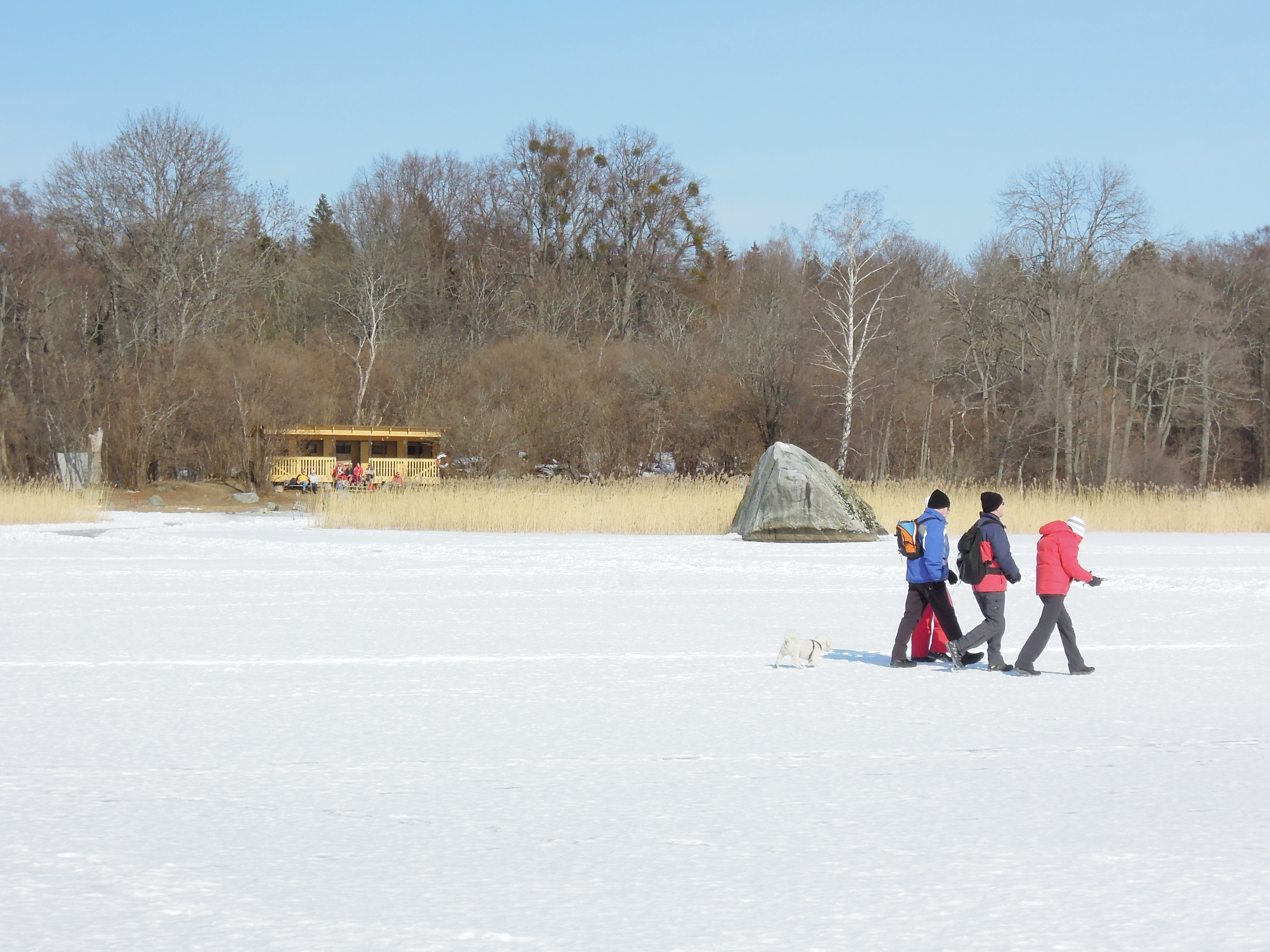
Östra Holmen, södra sidan med badhytter